# スバル・ステラ
ステラ（STELLA）は、SUBARU（旧・富士重工業）が販売する軽トールワゴンである。初代モデルは自社製、2代目以降はダイハツ工業製。

## 概要
ステラはプレオの後継車に近い存在として発売されたが、ステラ発売後もしばらくプレオは併売された。「楽しい関係空間」をコンセプトとし、広い室内空間を実現した。従来の走りやプレミアに重点を置いた路線から、メインターゲットを女性にシフトして1000名以上からアンケートをとり、乗り心地の向上に加え「ベビーカーの乗せやすさ」「後席への乗りやすさ」「チャイルドシートへの乗せやすさ」「後席赤ちゃんへのアクセス」などに重点をおいて開発された。
衝突安全性と実燃費の向上も図られ、NASVA発表の衝突安全性総合評価では運転席5星、助手席6星の評価を受けている。また、2008年5月発売の特別仕様車にはカタログに新燃費計測基準であるJC08モード走行燃費を併記。NAの2WD車で21.0km/L（JC08モード）を実現し、平成27年度燃費基準をガソリン車として初めて達成した。
また、同社の660cc軽自動車全て（OEM車両を除く）に搭載されていた直列4気筒エンジン、4輪独立懸架式サスペンション（前：マクファーソンストラット式、後：パラレルリンクストラット式）が採用され、フルタイム4WDモデルも存在した。
プラットフォームはR2とほぼ共通。内装やエンジンルーム、メーターパネルなどにベースとなったR2の面影が残る。プレオの陳腐化と、R2がメーカーの公算ほどヒットしなかった事から急遽開発が指示され、設計開始から発売までわずか11か月という異例の早さで開発された車種である。
なお、プレオでいうスマートルーフ車の様な仕様は存在せず、どのグレードも機械式立体駐車場（制限高1550mmまでの一般的なもの）へは入庫できない。
また、2009年6月4日には電気自動車「プラグイン ステラ」が正式発表された（後述）。R2、R1の生産・販売終了後は、同社で自社生産している唯一の軽乗用車であったが、初代モデルは2011年4月末にオーダーストップ、および生産を終了。そして同年5月下旬をもって販売を終了した。初代モデルの販売終了直後に販売を開始した2代目モデルはダイハツ工業からのOEMモデルとなり、2014年12月にベース車のムーヴのフルモデルチェンジに合わせてフルモデルチェンジを行い3代目に、2025年6月に4代目となった。なお、自社生産を行っていた初代から現行の4代目まで乗用モデルのみの設定となっており、商用モデル（軽ボンネットバン）は設定されていない。

## 初代 RN系（2006年 - 2011年）

### ラインナップ
2006年発売開始当初のラインナップは標準モデル（L・LX）とカスタム（R・RS）の2系統でスタートしたが、2011年3月の段階では標準モデル（L・LS）、カスタム（R・R Limited・RS）、リベスタ（-・S）の3系統だった。生産は群馬製作所本工場が担当。
| タイプ            | グレード      |  | 標準 | カスタム          | リベスタ  |
| ----------------- | ------------- |  | ---- | ----------------- | --------- |
|                   |               |  |      |                   |           |
| 自然吸気 エンジン | 基本(GUP含む) |  | L    | －                | －        |
| 自然吸気 エンジン | 中級          |  | －   | カスタムR         | －        |
| 自然吸気 エンジン | 上級          |  | －   | カスタムR Limited | リベスタ  |
|                   |               |  |      |                   |           |
| SC付き エンジン   | 基本(GUP含む) |  | LS   | －                | －        |
| SC付き エンジン   | 上級          |  | －   | カスタムRS        | リベスタS |

内装色は、基本的に標準モデルがベージュ、カスタムがブラック、リベスタがブロンズ色加飾付ブラックを採用。外装は、標準モデルはシンプルなデザイン、カスタムは専用のグリルやバンパー、4灯式プロジェクターヘッドライト、大型フォグランプを採用してデザイン面で差別化を図っている。リベスタはカスタムのデザインをベースに、専用バンパー、フロントグリル、ブルーリフレクターヘッドライトなどインテリア、専用シート表皮などを採用。また、C型よりカスタム、リベスタにクールなインテリアを演出する青色LED間接照明付きオーバーヘッドコンソールが設定された。
タコメーター、マフラーカッターはLを除く全車に標準装備。トランスミッションはi-CVTと5速MT（Lグレードのみ選択可）であり、エンジンは全車直列4気筒DOHC16バルブ。ヘッドライトは、標準モデルのハロゲンタイプが2灯式マルチリフレクター、HIDタイプが2灯式プロジェクター、カスタムとリベスタが4灯式プロジェクターとなっている。
動力性能を向上させたLS、カスタムRS、リベスタSには、インタークーラー付きスーパーチャージャーとフロントスタビライザーが搭載され、更にスポーツ色を強めたカスタムRS、リベスタSにはi-CVTの変速プログラムに加速性能を向上させた「スポーツモード」、独立3眼エレクトロルミネセントメーターが標準装備されている。使用燃料はすべてのグレードでレギュラーガソリン仕様である。

### 年表

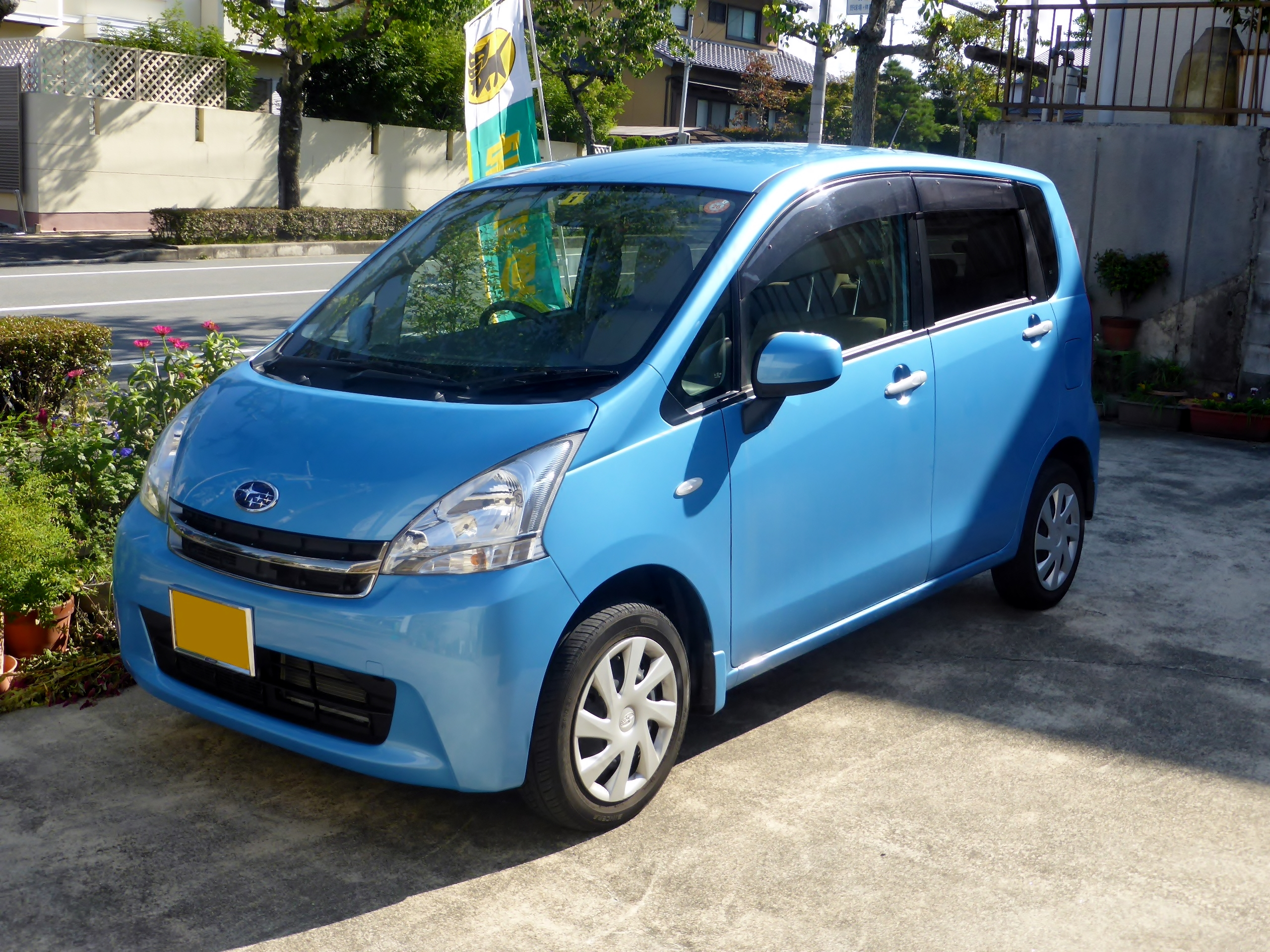
L（前期型）
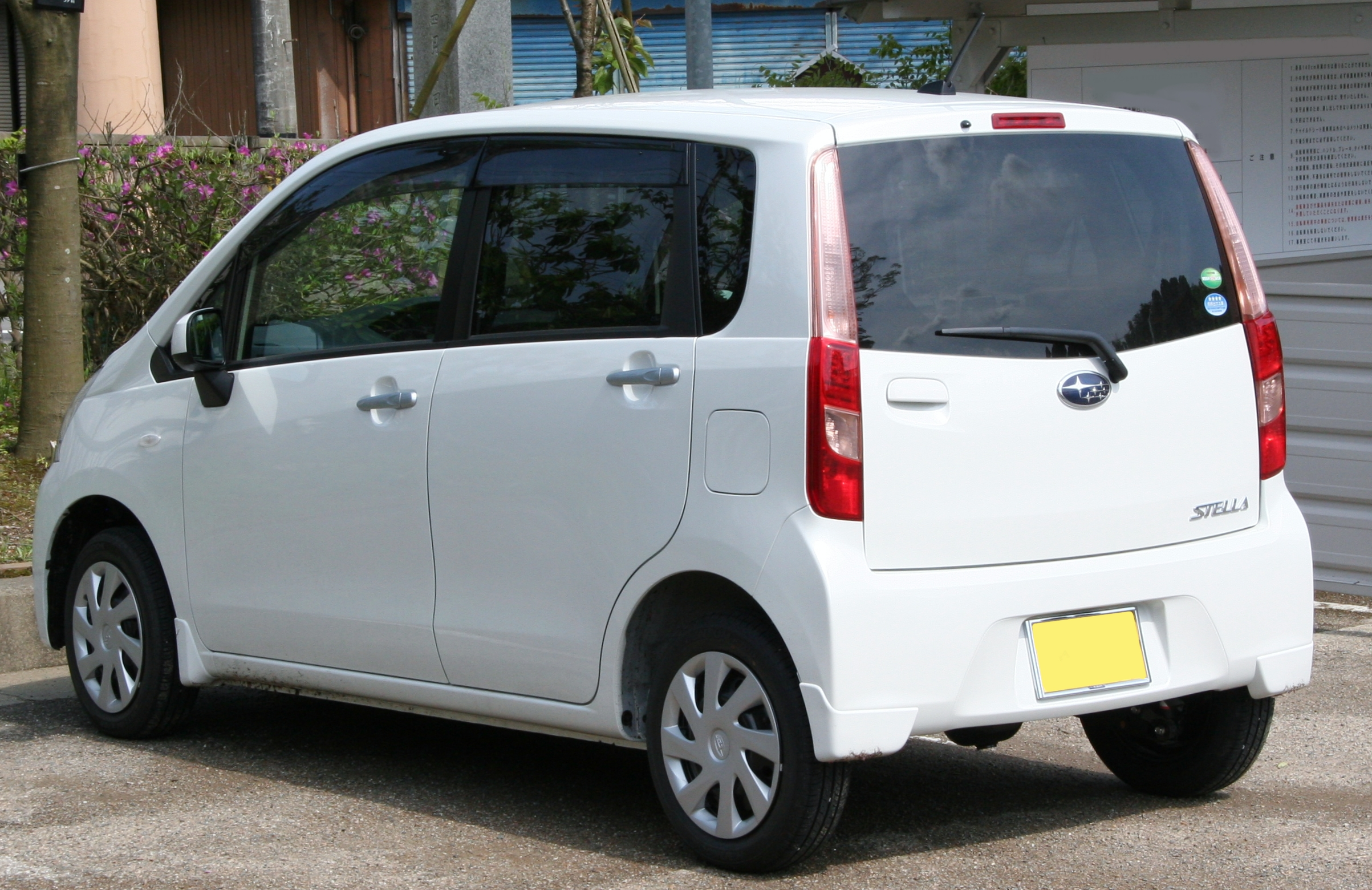
L（前期型・リア）
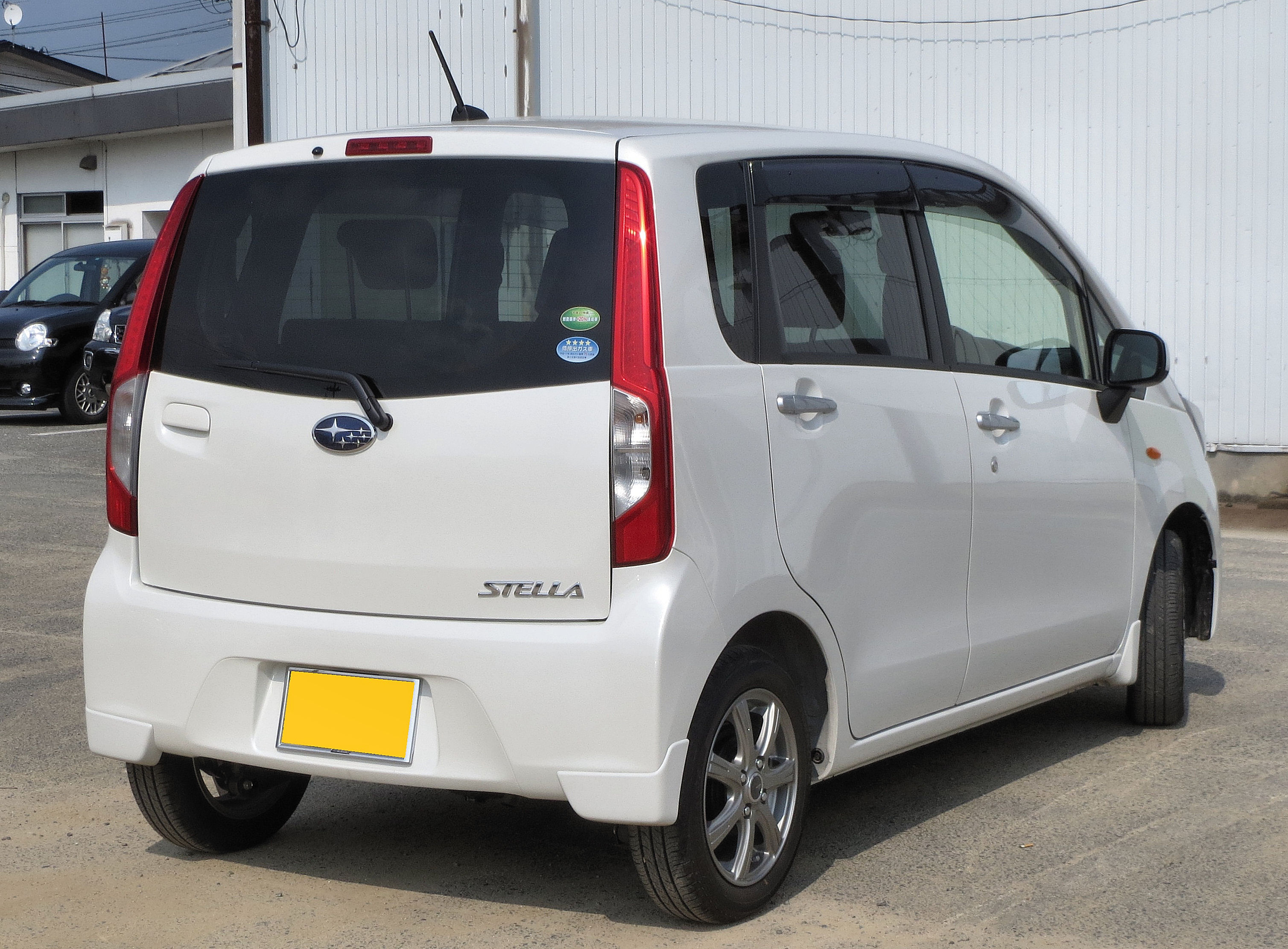
L スマートアシストAWD （後期型・リア）

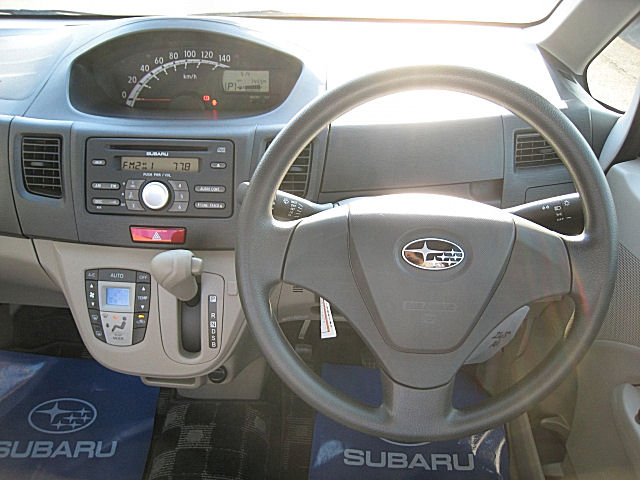
L (前期型・車内)
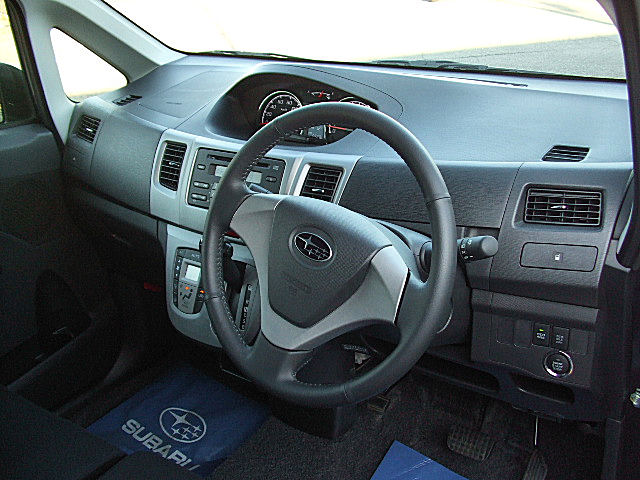
カスタム Rリミテッド (前期型・車内)

2006年6月14日
発表・発売（A型）。キャッチフレーズは「楽しい関係空間」で、CMソングには小泉今日子の「なんてったってアイドル」が起用された。発売後1週間の受注台数は5,438台となり、月販目標の5,000台をわずか1週間で達成した。
2006年11月1日
カスタム「R」をベースに、アイボリー色の撥水機能付専用シート表皮、UV&IRカットガラス（フロント・フロントドア）、インテグレーテッドMD+CDプレーヤー&AM/FMチューナー、14インチアルミホイールを装備した特別仕様車「R Ivory Selection（アイボリーセレクション）」を発売。
2007年1月
東京オートサロンに「ステラカスタムSTIコンセプト」と「ステラカスタム・リベスタ」を出品。ステラカスタムSTIコンセプトはカスタムRSをベースに「STIパフォーマンスミニ」をキーワードにSTIがチューニングを行い、エンジンはリショルムタイプのスーパーチャージャーを装着して最高出力は108ps(80kW)を誇った。他にローダウンに15インチホイール＆ローターで固めた足まわり、Defi製の3連メーター、専用フロントバケットシートを装着。この参考出品の中からフロントスポイラー&スカートリップ、本革巻シフトノブ、スカッフプレートはSTIより発売されている。ステラカスタム・リベスタはカスタムRをベースに外装では専用デザインの大型フロントメッキグリル、前後バンパー、ブルーリフレクターヘッドランプを装備。内装ではJVC製のオーディオセット（ヘッドユニット、サブウーファー、吊り下げ式リヤスピーカー）を装備。参考出展ということで外装ではレイズのハイラスター塗装15インチホイール、STI製ローダウンスプリングを装備。内装ではオレンジのレザーシート、本革巻ステアリング（オレンジ／ブラックコンビ）、ダッシュボードはピアノのような光沢ブラック塗装が施されていた。この参考出品の中からローダウンスプリングはSTIより、吊り下げ式リヤスピーカーはB型からディーラーオプションとして発売されている。
2007年1月16日
「LX」をベースに、ボディカラーに対応する2色（ライトブラウン、ライトブルー）の撥水機能付専用シート表皮を設定すると共に、専用ボディカラーとしてモカブロンズ・パールメタリックとダークバイオレッド・パールを設定。さらに、「リラックスパック」として、花粉対応フィルター付エアコン、消臭ルーフトリム、UV&IRカットガラス（フロント・フロントドア）、UVカット機能付濃色ガラス（リアドア・リアクォーター・リアゲート）を装備した特別仕様車「LX Interior Selection（インテリアセレクション）」を発売。
2007年1月31日
「L」をベースに、オーディオレス化したことで価格を抑えた特別仕様車「L SPECIAL」を発売。オプションとして、MP3・WMA形式の音楽データの再生に対応し、USB端子を装備したCDレシーバーを特別価格で用意した。
2007年2月28日
カスタム「R」をベースに、メーターを標準モデルと同じスピードメーターのみ（タコメーター非搭載）に変更するなど、仕様を厳選したことで、価格を抑えた特別仕様車「R SPECIAL」を発売。
2007年3月29日
IRIコマース&テクノロジーより新型車部門の実用燃費ランキング最優秀車賞を受賞（同時にR2も軽自動車部門で受賞）。
2007年7月9日
特別仕様車「LX HID selection」とカスタム「RS S-EDITION」を発売（カスタム「RS S-EDITION」は500台の限定販売）。
前者は「LX」をベースに、HIDヘッドランプ、14インチアルミホイールや同年1月発売の「LX Interior Selection」で装備されていた「リラックスパック（エアコンはカスタム「RS」と同じオートエアコンに変更）」、ライトブルーの撥水機能付専用シート表皮を採用。また、カスタム「RS」に装備されているインテグレーテッドMD+CDプレイヤー&AM/FMチューナーと4スピーカーも装備された。
後者はカスタム「RS」をベースに、外装にはSTI製フロントスポイラー、HIDヘッドランプ、ルーフスポイラー、ガンメタリック塗装のアルミホイール、カーボン調ドアサッシュを装備し、ボディカラーは専用色の「WRブルー・マイカ」を設定。内装には本革巻ステアリング（レッド／ブラックコンビ）、STI製本革巻シフトノブ、アルミパット付スポーツペダルを装備。シート色をベースグレードのブラックからワインレッドへ変更。スバルのスポーツモデルにしか与えられないWRブルー・マイカ、STI製品と走りを意識した装備をしているため、オーディオ、フロントアームレスト、リヤスライドシートといった装備は除かれている。
「RS S-EDITION」の販売当時、WRブルー・マイカのサイドアンダースカート、リヤバンパースカートの部品設定がなかったが、後にスバル公式HPのアクセサリーページの右下にあるアクセサリーパーツリストにて部品番号を調べる事が可能となった。
2007年11月6日
一部改良（B型）。キャッチフレーズが「ココロ、ハシレ、ステラ」に変更され、CMキャラクターには発売開始当初に起用されていた秋本祐希から水川あさみに変更され、CMソングには東京事変の「閃光少女」が起用された。フロントシートの形状変更や助手席下のアンダートレーの追加（いずれの場合もサイドエアバッグ装着車は変更なし、ユーティリティパッケージ装着車の場合は前者の変更を受けない）、盗難警報装置の設定（あらかじめ販売店で設定しておく必要がある）、NAエンジン車の燃費を向上。低価格グレードの「L」に5速MT車を追加設定。「L」と「LX」には新色の「アジュールブルー・パール」を追加。カスタムでは「R」と「RS」でメーカーオプションとなっていた14インチアルミホイールが標準装備化され、「RS」にはさらにミュージックCDサーバー&ウェルカムサウンドオーディオ（乗車後、運転席のドアを閉めてから最大15秒間プリセットボタンに録音された音楽などが流れる「ウェルカムサウンド機能」とCD6枚分の音楽を本体に記録できる「メモリーチェンジャー機能」を搭載、「R」にもメーカーオプションで装備可能）を装備。また、装備を厳選して価格を抑えた「G」が追加された。また、このB型のみ、特別仕様車「LX Interior Selection」に設定されていた「リラックスパック」がメーカーオプションとして追加された（メーカーオプションの「リラックスパック」ではUVカット機能付濃色ガラス（リアドア・リアクォーター・リアゲート）が装備されない。また、LのMT車とカスタムGは「リラックスパック」の設定不可）。
2007年11月29日
東京オートサロンで参考出品、東京モーターショーに市販出品した「REVESTA（リベスタ）」を追加。カスタム「R」をベースに外装に専用デザインの大型フロントメッキグリル（市販化にあたりオートサロン出品車とは多少形状が違う）、前後バンパー、ブルーリフレクターヘッドランプ、ガンメタリック塗装のアルミホイール、メッキドアハンドルを装備。内装はカスタム「G」と共通のメーターパネル（タコメーター非装備）、ブロンズ色を基調としたインパネ、専用シート表皮を装備。また、B型のカタログモデルでは唯一となる本革巻ステアリングも装備される。
2008年3月27日
株式会社IRIコマース&テクノロジーの軽自動車部門 実用燃費ランキング<e 2007-2008="2007-2008">で2位を獲得。1位はR2、3位はR1と軽自動車部門の1位から3位をスバルが独占する結果となった。
2008年5月8日
スバル発売50周年を記念し「REVESTA S」を追加、さらに特別仕様車「L Limited」と「カスタムR Limited」を発売した。「REVESTA S」はDOHCスーパーチャージャーエンジンを搭載するカスタム「RS」に「REVESTA」のデザインを与えた仕様である。このため、ブルーリフレクターHIDヘッドランプやキーレスアクセス&スタート、独立3眼エレクトロルミネセントメーター（タコメーター付）を装備するなど「REVESTA」では非搭載の装備が追加された上級仕様である。「L Limited」は低価格グレードの「L」をベースに、電動格納式リモコンカラードドアミラー、キーレスアクセス&スタート、オートエアコン、UVカット機能付濃色ガラス（リアドア・リアクォーター・リアゲート）等を追加装備した充実仕様で、ボディカラーは専用色の「コーラルオレンジ・メタリック」を含む5色を設定。カスタム「R Limited」は、カスタム「R」をベースに、HIDヘッドランプ（ロービーム）、独立3眼エレクトロルミネセントメーター（タコメーター付）、キーレスアクセス&スタート、本革巻きステアリングホイール&シフトレバーなどを装備し、ボディカラーは専用色の「WRブルー・マイカ」を含む5色を設定した。なお、特別仕様車2タイプともオーディオレス仕様だが、ミュージックCDサーバー&ウェルカムサウンドオーディオをメーカーオプションで追加装備できる。
2008年6月27日
カスタム「R」をベースにR1eのEVシステムを組み込んだ電気自動車のコンセプトモデル「スバル プラグイン ステラ コンセプト」を発表。重量は1,060kgで定員4名。9.2kWhのリチウムイオン電池と40kWの永久磁石式同期型モーターを組み合わせ、最高速度100km/h、満充電航続距離80kmを実現。北海道洞爺湖サミットに5台、郵便事業株式会社に1台提供された。
2008年10月24日
武田薬品工業から2009年度に、東京都と神奈川県を中心に営業用社用車として住友三井オートサービスを通じて「プラグインステラ」を導入する予定であると発表があった。
2008年11月4日
一部改良（C型）。通常モデルは従来の「LX」に替わり、DOHCスーパーチャージャーエンジンを搭載した「LS」を、カスタムでは「G」に替わり、特別仕様車に設定されていた「R Limited」がそれぞれ追加された。また、カスタムの「R Limited」と「RS」ではルーフスポイラーを新形状に変更し、内装では青色LED間接照明・マップランプ・ルーフランプ・小物入れを一体化したオーバーヘッドコンソールを搭載。リベスタではカスタム「R Limited/RS」と同じオーバーヘッドコンソールを搭載し、「REVESTA S」はルーフスポイラーの形状を変更。さらに、メーカーオプションで本革シート（一部合成皮革）も設定された。また、すべてのグレードで自立式リアシートベルトバックルを採用し、仕様向上のためのメーカーオプションである「グレードアップパッケージ」を設定（リベスタを除く）。一部グレードで標準装備されていた左右独立リアシートスライドやカーゴルームショッピングフックはメーカーオプションのユーティリティパッケージに組みこまれた。ボディカラーは「ラピスブルー・パール（LS、カスタムR Limitedを除く）」、「スターリングシルバー・メタリック（リベスタを除く）」、「モカブロンズ・パールメタリック（リベスタのみ）」の3色を追加した。
2009年1月27日
「L」をベースに、「グレードアップパッケージ」の装備に加え、内装はシート色と内装色、パワードアウィンドウスイッチパネルをブラックに、インパネにはクールシルバーを加飾したブラックインテリアとすると共に、UV&IRカットガラス、消臭ルーフトリム、花粉対応フィルター付オートエアコン、4センサー4チャンネルABS（EBD・ブレーキアシスト付）を装備した充実仕様の特別仕様車「L Black Interior Selection」を発売。ボディカラーは本来選択できないオプションカラーの「シルキーホワイト・パール」を含む5色を設定。
2009年4月14日
「プラグインステラ」のプロトタイプを開発し、環境省に15台を提供。必要な通信装置などを架装し、神奈川県、愛知県、大阪府、兵庫県、横浜市、郵便事業株式会社へそれぞれ期間限定で貸与された。
2009年6月4日
「プラグインステラ」を正式発表。「カスタムR」のデザインをベースとした。同年7月より納入を開始。
2009年11月4日
一部改良（D型）。カスタム系はフロントグリルの意匠がプラグインステラに類似したものとなり、フォグランプが小型化された。全グレードのアルミホイールが一新され、シート表皮も変更された。さらに、LとLSには「ラベンダー・メタリック（「L」・「LS」に設定）」と「ライトピーコックブルー・パール（「L」に設定）」の2つのボディカラーが追加された。内装では運転席メーター上部と助手席前にアッパーボックスを追加、タコメーター付メータパネルは文字盤の書体や目盛りの大型化を図っている。また、同年1月に発売された「L Black Interior Selection」を再発売。前回の仕様に加え、エントランスランプ、マップランプ、青色LED間接照明付オーバヘッドコンソールを追加（4センサー4チャンネルABS、消臭ルーフトリムは非搭載）。ボディカラーを一部入れ替え、新たに「ダークバイオレッド・パール」と「モカブロンズパール・メタリック」を設定した。
2011年4月末
生産終了。以後、在庫対応分のみの販売となる。
2011年5月23日
販売終了を発表。

### 駆け込み需要
富士重工側は、2010年度の販売台数を前年比6割減と見込んでいた。しかし、実際は予想を上回る販売台数であったため、販売計画を上方修正した。この時すでに2011年2月頃の生産終了が予定されていたが、独自のメカニズム（全グレードに、一連の軽トールワゴンとしては大変貴重な4輪独立懸架及び4気筒エンジンを採用し、上位グレードには更にスーパーチャージャー等を採用したといった事が挙げられる。）という事や今後富士重工製の軽は新車での購入ができなくなるといった事が挙げられ、いわゆるスバリストによる駆け込み需要であったと考えられている。このことは2010年6月初頭にメディアで報じられた。

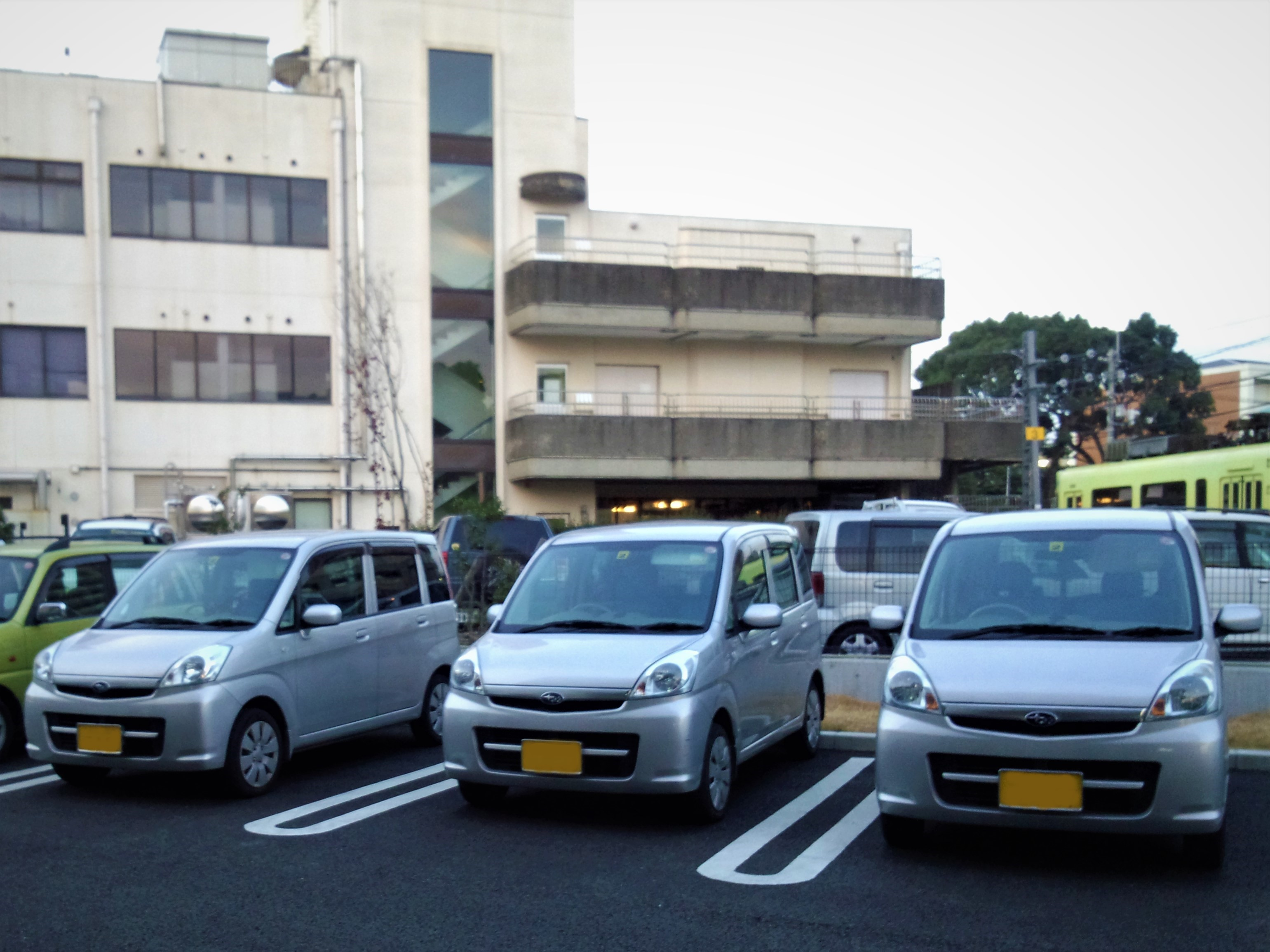
ステラ L（3台ともに）
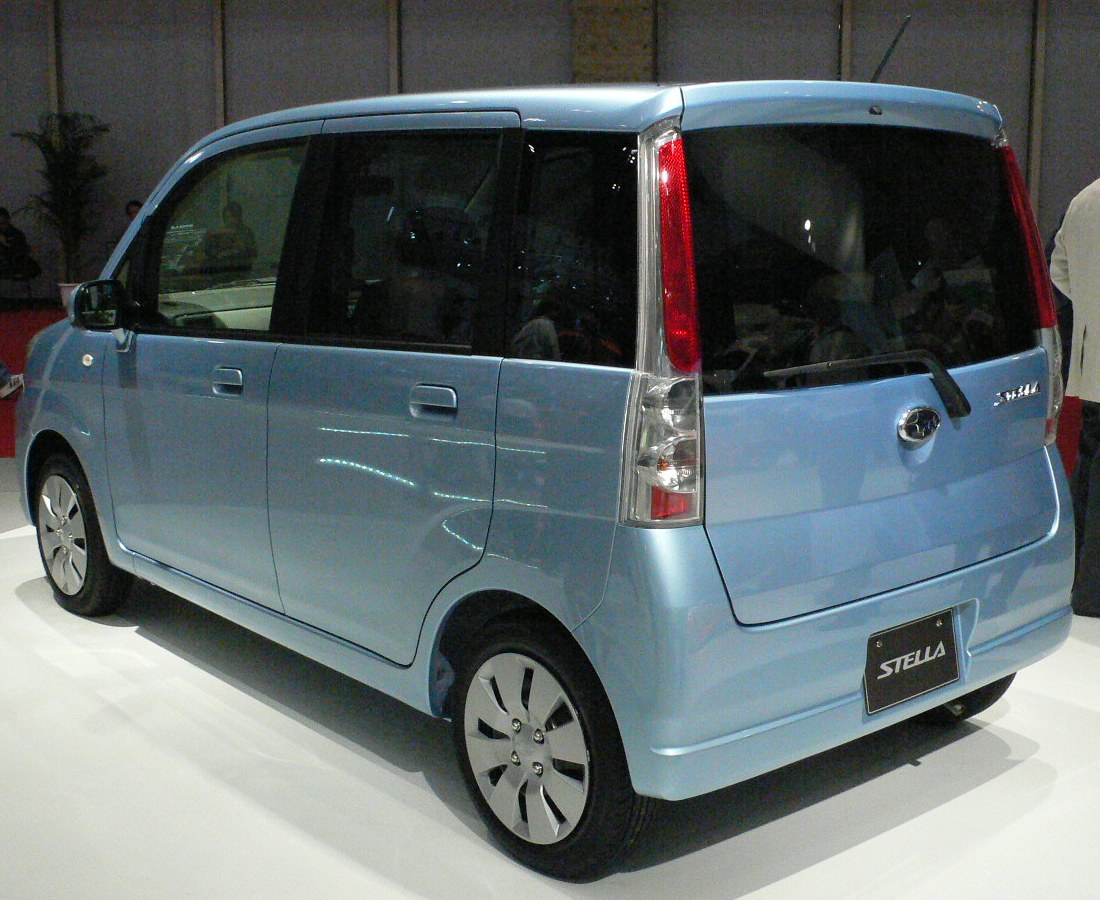
ステラ リア
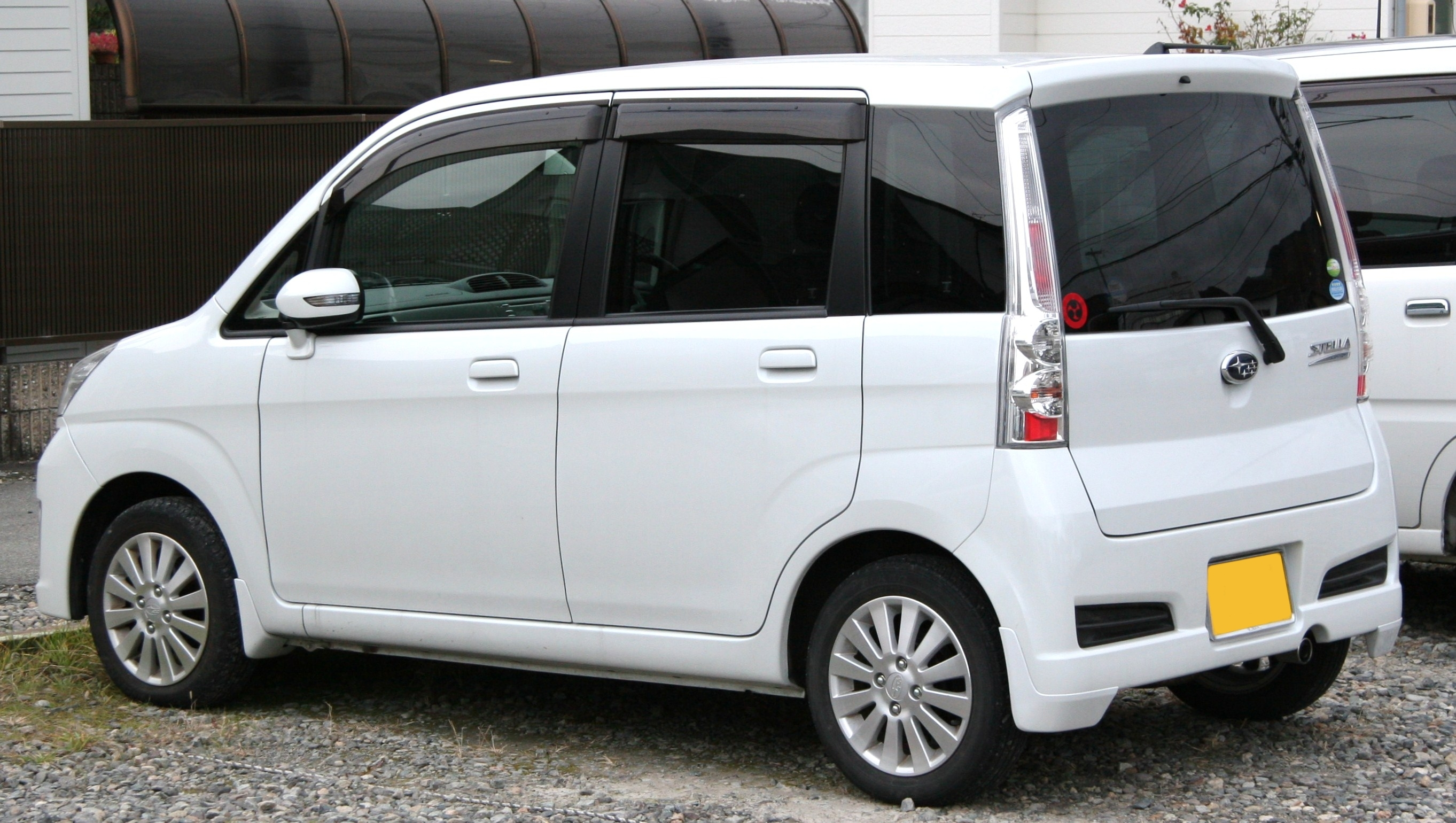
カスタム リヤ
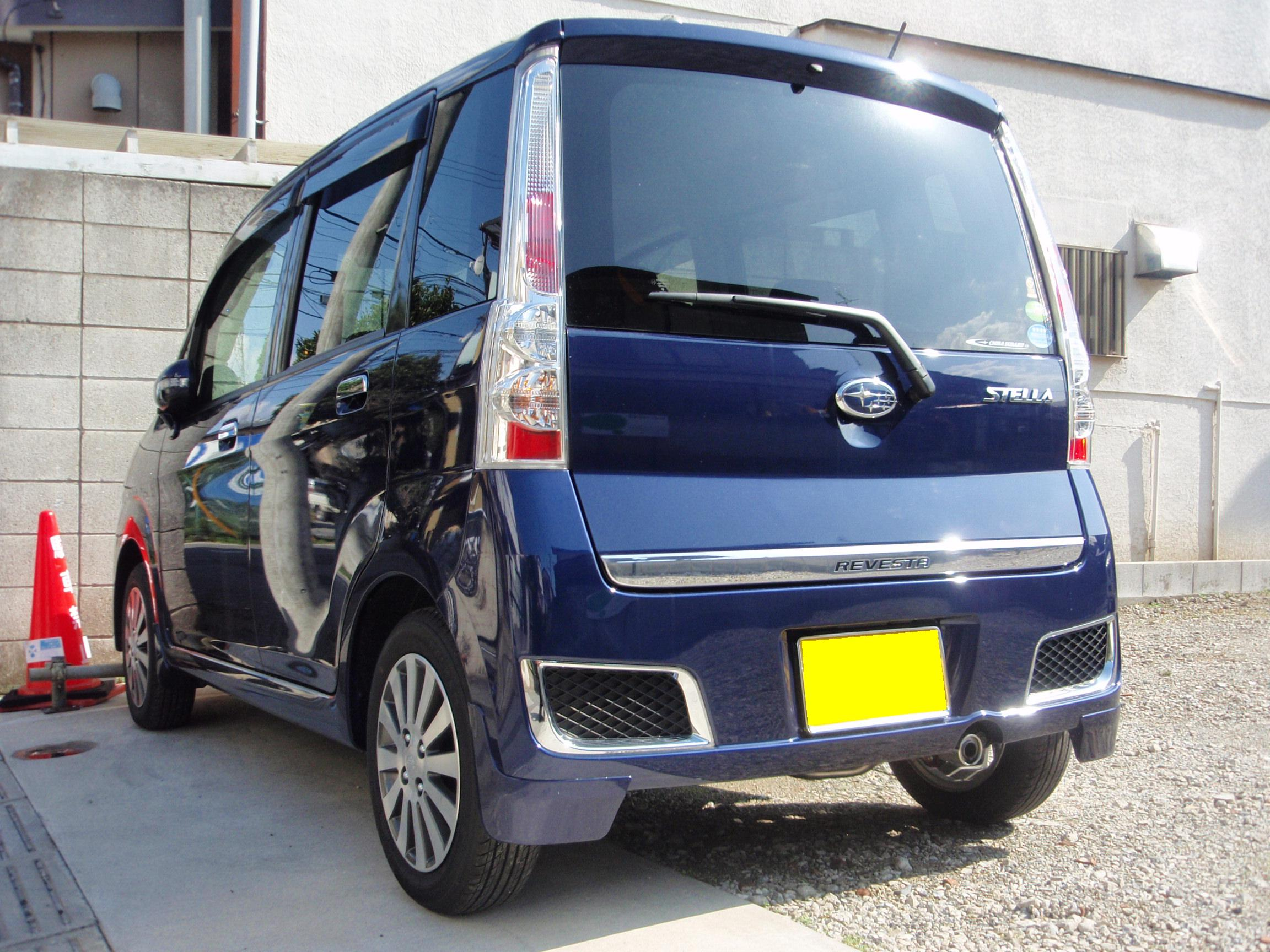
リベスタ リア
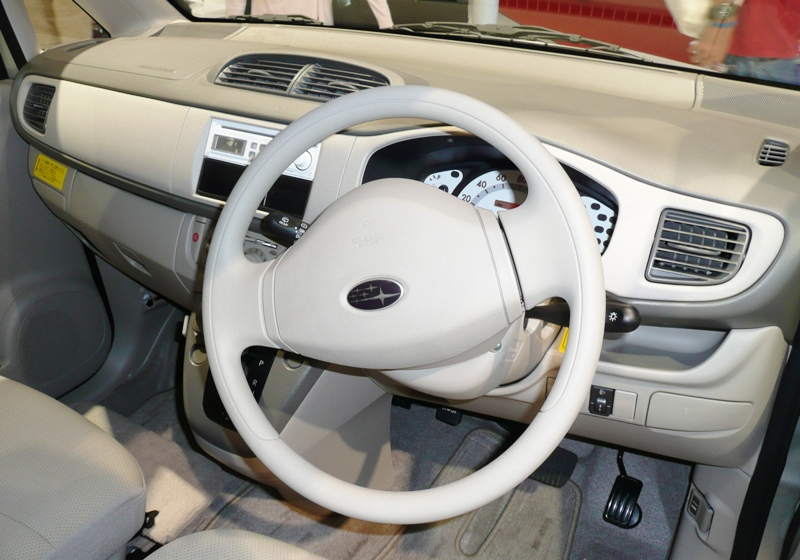
車内

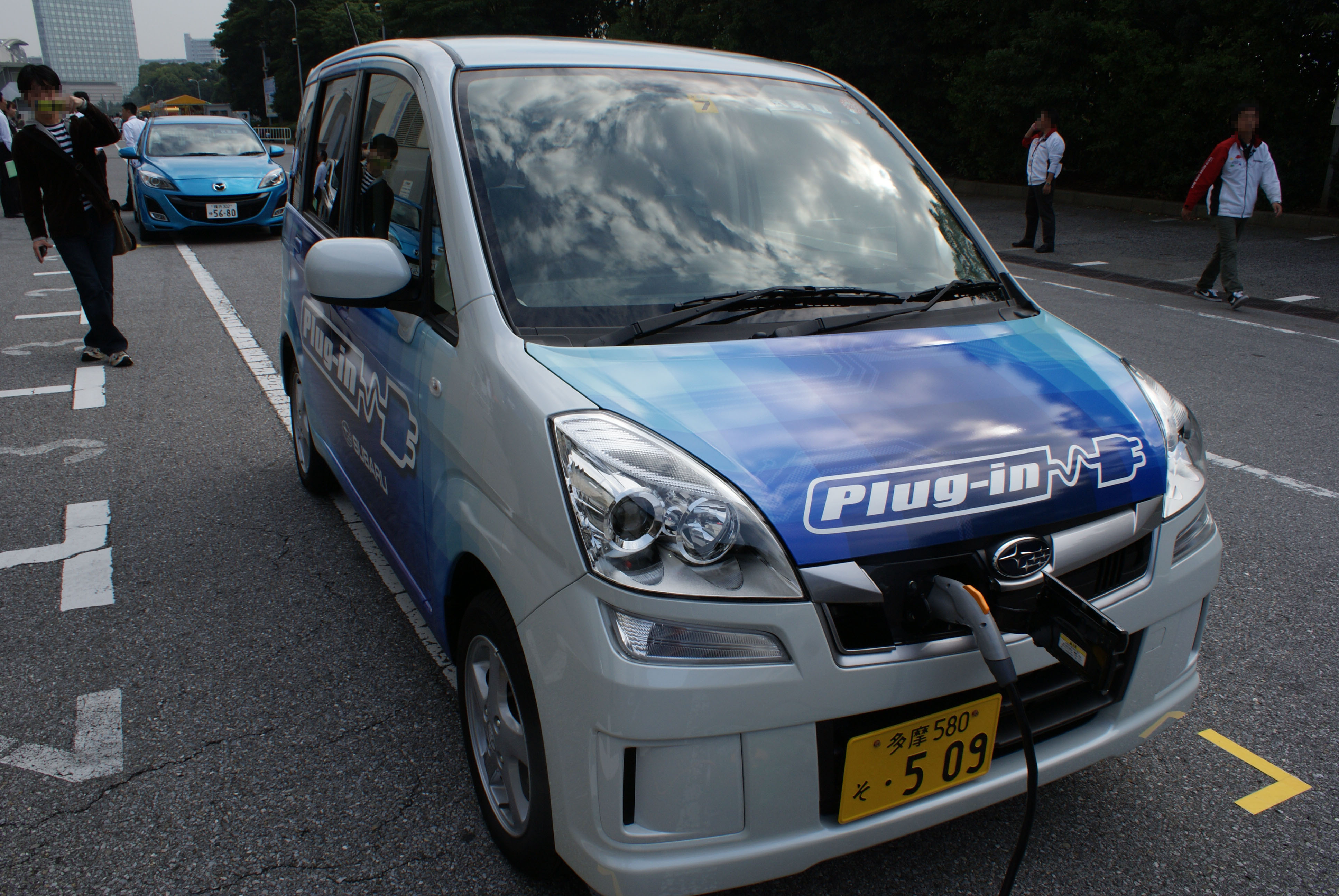
プラグイン ステラ
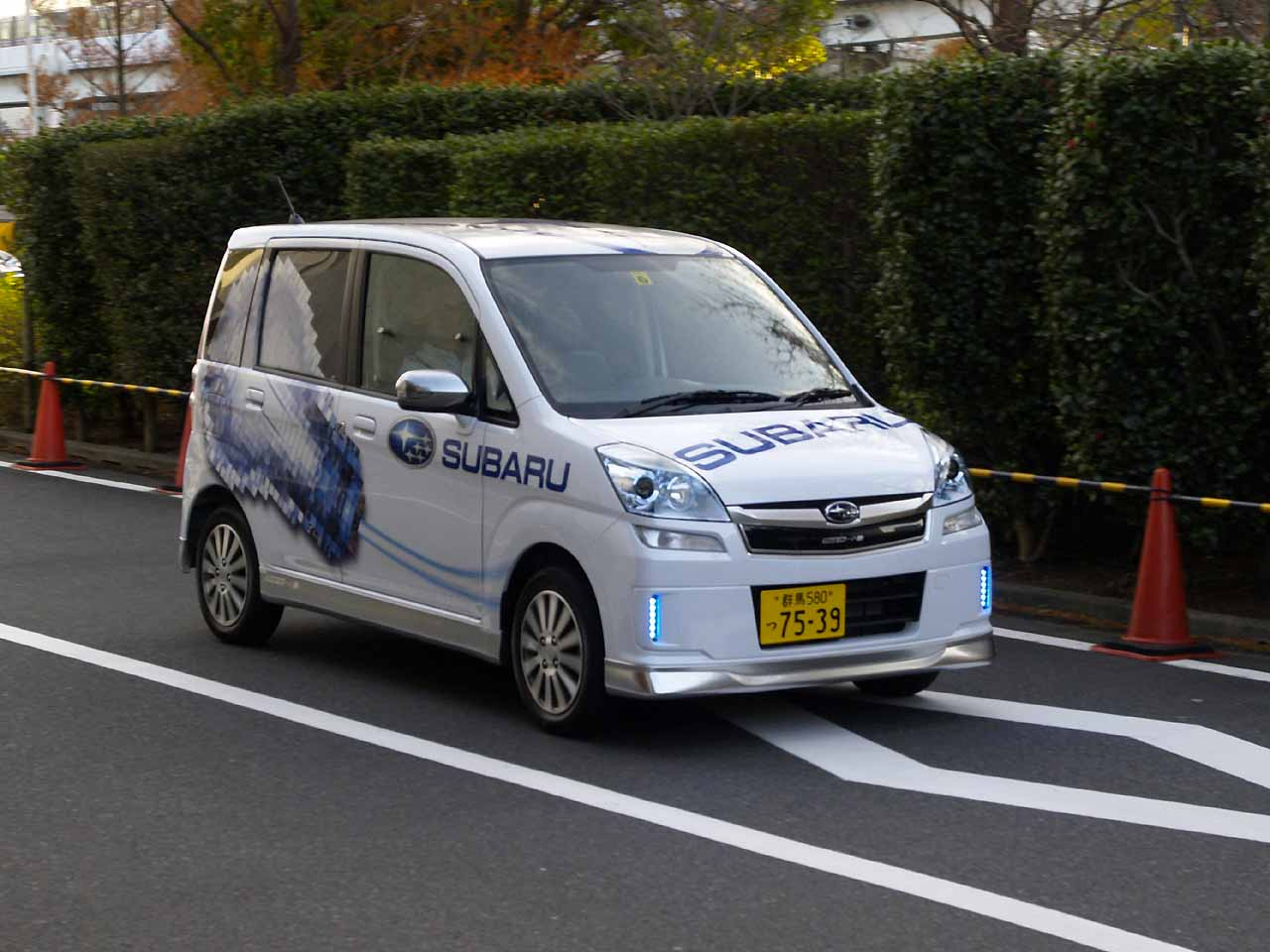
プラグイン・ステラ・コンセプト（電気自動車）

## 2代目 LA100/110系（2011年 - 2014年）

### ラインナップ
この代からは前節の通り、初代発売以来5年間続けられてきたスバルでの自社生産ではなく、2008年4月10日に発表されたトヨタ自動車・ダイハツ工業（以下ダイハツ）との業務提携強化の一環として、ダイハツ・ムーヴ（5代目）をベースにバッジエンジニアリング（OEM）供給を受けたモデルである。生産はムーヴ同様にダイハツ工業滋賀工場（第2地区）もしくは京都工場。
2代目はベース車のムーヴに倣い、ノーマルタイプの「ステラ」とスポーティータイプの「ステラカスタム」の2タイプを設定した。また、先代に存在していたリベスタはカスタムに吸収される形で廃止された。
「ステラ」ではクリアタイプのフェンダーターンランプに変更され、メーターはシンプルで視認性に優れた大型1眼メーター（「L Limited アイドリングストップ」にはメーター右側にアイドリングストップ専用マルチインフォメーションディスプレイを追加）、ヘッドランプにはマルチリフレクターヘッドランプを備える。「ステラカスタム」はブラックの内装色でメーターは中央にecoリーフゲージ（エコドライブ度を葉の形状の変化で知らせる）・平均燃費・渡航可能距離・外気温を切替表示する「マルチインフォメーションディスプレイを配置した2眼ルミネセントメーター（「カスタムRS」はエコドライブ時、メーターのエッジライト色が白からブルーに変わる「ブルーecoシグナルメーター」付）、ヘッドランプはLEDイルミネーションを内蔵したプロジェクター式HIDヘッドランプを備える。なお、後期型ではカスタムにおいてルミネセントメーターがタコメーター付の3眼メーターに変更された。2013年10月に追加された「LS」もタコメーター付の3眼ルミネセントメーターを装備するが、アンバー色・シルバーメーターリング付仕様となる（カスタムはブルー色・メッキ調メーターリング付仕様）。
ムーヴ同様、横開き式バックドアを採用した最後の軽トールワゴンである。

### ムーヴとの相違点について

#### グレード体系
発売当初のグレード体系は、「ステラ」は「L（ムーヴ「L」相当）」と「L Limited アイドリングストップ（同「X」相当）」の2グレード、「ステラカスタム」は「R（ムーヴカスタム「X」相当）」、「R Limited S（ムーヴカスタム「X"Limited"」相当。ただし、メモリーナビゲーションが装備されない代用に、「RS」に装着される15インチアルミホイールが標準装備という違いがあり、装備差により価格が異なる）」、「R Limited アイドリングストップ（同「G」相当、2011年11月の一部改良後は同「X"Limited"」相当）の3グレードが設定され、ムーヴの「X"Limited"」相当のグレードはステラでは設定されなかった。「カスタム」のターボ車「RS（ムーヴカスタム「RS」相当）」も当初は設定されなかったが、2011年8月に追加設定された。
後期型では新たに「L スマートアシスト（ムーヴ「L"SA"」相当）」、「L Limited スマートアシスト（同「X"SA"」相当）」、「カスタム R スマートアシスト（ムーヴカスタム「X"SA"」相当）」の3グレードを追加する一方、「カスタム R Limited」を廃止。この為、ムーヴカスタムの「X"Limited"」・「X"Limited SA"」に相当のグレードは設定されない。2013年7月には「カスタム RS スマートアシスト（ムーヴカスタム「RS"SA"」相当）」を追加。同年10月に「カスタムRS」と同じターボエンジンを搭載した「ステラ」のターボ車「LS（ムーヴ「Xターボ」相当）」・「LS スマートアシスト（同「Xターボ"SA"」相当）」を追加した。

#### 装備内容
前期型は運転席シートリフター、チルトステアリング（ムーヴでは「L」・「X」は非装備、「カスタムX」はチルトステアリングのみ非装備）、フロントスタビライザー（「カスタムRS」は大径スタビライザー）、クリヤーレンズサイドウインカーが標準装備されているほか、「L」はムーヴ「L」ではオプション設定不可の「nanoe（ナノイー）」ディフューザーもオプション設定されている。「L Limited アイドリングストップ」はステアリングホイールがムーヴ「X」の革巻からウレタンに変更され、オーディオレス仕様となる。これ以外にもメーカーオプションの設定にも違いがある。
後期型では、「L」以外の全グレードでオーディオレス仕様に、「L」は前期型同様、チルトステアリングと運転席シートリフターが標準装備（ムーヴ「L」は非装備）され、「カスタム R」・「カスタム R スマートアシスト」はステアリングホイールが本革巻に変更（ムーヴカスタム「X」・「X"SA"」はウレタン）、「カスタム RS」・「カスタム RS スマートアシスト」は16cmリアスピーカーが標準装備される（ムーヴカスタム「RS」・「RS"SA"」はオプション設定）。

#### 外観・ボディカラー
外観は前期型ではダイハツからOEM供給を受けているスバルの軽乗用車と同じく六連星（むつらぼし）のCIマークや車名エンブレムの変更を行い、「ステラカスタム」はフロントデザイン（グリル・バンパー）を変更した程度で大きな差異がなかったが、後期型では「ステラ」にスバル車の共通デザインとなっているヘキサゴンモチーフのフロントバンパー開口部を、「ステラカスタム」にダーク色でハニカム基調のテクスチャーをクリアパーツで覆った専用デザインのフロントグリルやブラック塗装の大型フォグランプカバー、「ステラ」より大型化したヘキサゴンモチーフデザインのフロントバンパー開口部を採用し、「ムーヴ」・「ムーヴカスタム」と一層の差別化を図った。2013年10月に追加した「LS」はムーヴ「Xターボ」同様、ボンネットダクトが備わる。
ボディカラーはムーヴと異なるラインナップとなっており、発売当初はダイハツでは2代目タントに設定されている「ファインブルー・マイカメタリック」をステラ専用カラーとして設定されており、ムーヴ専用色の「ホワイト」とムーヴカスタム専用色の「ブロンズオリーブパールメタリック（オプションカラー、マイナーチェンジに伴い2012年12月で廃止）」はステラでは設定されない。当初は「アーバンナイトブルークリスタル・メタリック（オプションカラー）」もステラでは非設定となっていたが、2011年8月の「カスタムRS」追加発売に合わせてステラカスタム専用色として追加され、後期型では標準仕様のステラでも設定できるようになった。「シルキーマルーンクリスタル・メタリック（オプションカラー）」も2011年8月に追加設定されたが、マイナーチェンジに伴い2012年12月で廃止した（ムーヴでは2013年10月の一部改良に伴う廃止まで継続設定された）。その他、後期型ではこれまでステラ専用色だった「シャンパンゴールド・メタリックII」がステラカスタムでも設定できるようになり、ステラカスタムは専用色の「スパークリングオレンジクリスタル・メタリック」に替わり、新色の「タングステングレー・メタリック」を設定した。2013年7月にムーヴ側でボディカラーの差し替えが行われた関係で、ステラ専用カラーが「ファインブルー・マイカメタリック」から「シャンパンゴールド・メタリックII」となった。同年10月にはダイハツでは3代目タントに設定されている「ファイアークオーツレッド・メタリック」と「プラムブラウンクリスタル・マイカ（オプションカラー）」の2色を追加したが、後者はステラのみの設定である（ステラ専用カラーの「シャンパンゴールド・メタリックII」が設定されている為。ムーヴの場合はカスタムでも設定可能である）。

### 年表
2011年5月10日
初のフルモデルチェンジを行うことを正式発表。同日からスバルホームページ上に専用のティザーサイトを公開した。
2011年5月24日
フルモデルチェンジし、同日より販売開始。キャッチフレーズは「トマールエンジンで超低燃費」で、CMキャラクターにはお笑いコンビのナインティナインが起用された。
バックドアはムーヴ同様、軽トールワゴンでは非常に珍しい横開き式となる。発売当初は3気筒NAのKF-VE型とCVTの組み合わせのみであった。また、燃費性能も向上され、「L Limited アイドリングストップ」と「カスタム R Limited アイドリングストップ」にはスバル車初のアイドリングストップ機構を備えることで10・15モード燃費を27.0km/lにまで伸ばしている。尚、アイドリングストップ機構の有無にかかわらず全車「平成22年度燃費基準+25%」を達成している。また、フルモデルチェンジを機に初代に設定されていた「リベスタ」は廃止された。
2011年8月1日
「カスタムRS」を追加。初代はスーパーチャージャーであったが、2代目はムーヴに倣いターボエンジンである。ローダウンサスペンション、大径フロントスタビライザー、リヤスタビライザー（2WD車のみ）、フロント13インチベンチレーテッドディスクブレーキを装備し、高い操舵安定性と乗り心地を実現するとともに、15インチアルミホイール、MOMO製本革巻ステアリングホイール、オートライト機能も装備し、VDC（横滑り防止機構）をオプション設定した。エンジンはKF型インタークーラーターボエンジンを搭載しており、「平成17年基準排出ガス75%低減レベル（☆☆☆☆）」と「平成22年度燃費基準+25%（4WD車は+20%）」を同時にクリアした。
2011年11月7日
一部改良（11月14日販売開始）。NA車全車（「カスタムRS」を除く全グレード）でエンジン・CVTを改良するとともに、新たに停車前アイドリングストップ機能（減速時に諸条件が成立し、車速7km/h以下になるとエンジンを自動停止する機能）を追加したアイドリングストップ機構をNA車全車に拡大したことで燃費を向上（JC08モード燃費で2WD車は27.0km/L、4WD車は24.8km/L）。併せて、グレード体系が見直され、アイドリングストップ機能搭載グレードの拡大に伴って「L Limited アイドリングストップ」は「L Limited」に、「カスタム R Limited アイドリングストップ」は「カスタム R Limited」にそれぞれ改名され、ステラ専用グレードの「カスタム R Limited S」を廃止した。なお、NA・2WD車は「平成27年度燃費基準+20%」、NA・4WD車は「平成27年度燃費基準+10%」をそれぞれ達成している。
2012年5月21日
ターボ車「カスタムRS」を一部改良。NA車同様にエンジン・CVTを改良するとともに、停車前アイドリングストップ機能付アイドリングストップ機構を搭載したことで燃費を向上（JC08モード燃費で2WD車は24.2km/L、4WD車は22.2km/L）。これにより、2WD車は「平成27年度燃費基準+10%」、4WD車は「平成27年度燃費基準」をそれぞれ達成した。
2012年12月20日
マイナーチェンジ（2013年1月5日販売開始）。
軽自動車では初となる衝突回避支援システム「スマートアシスト」を採用（スバルが登録車の一部車種に採用している運転支援システム「EyeSight（アイサイト）」とは異なるシステムであるが、警告文は「アイサイト」を「スマートアシスト」に置き換えて流用。ムーヴ、プレオ+・ミライース・ピクシスエポック、タントも同様）。さらに、CVTサーモコントローラーの採用などによるサーモマネジメント技術の徹底的な追求とNA車における停車前アイドリングストップ機能の改良（エンジン停止のタイミングを約7km/h以下から約9km/h以下に変更）によりさらなる低燃費化を実現したことで、従来のNA・2WD車に加え、NA・4WD車、「カスタムRS」の2WD車も「平成27年度燃費基準+20%」を達成。「カスタムRS」の4WD車も「平成27年度燃費基準+10%」を達成した。走行性能・安全性能に関してはNA車においてサスペンションをローダウン化、2WD車ではリヤサスペンションビームの剛性アップやリヤスタビライザーの採用等で操舵安定性を高め、さらにフロントベンチレーテッドディスクブレーキ（14インチ）を全車に標準装備とさせるとともに、防音材を効果的に配置したことで静粛性も向上した。
また、リアコンビランプのLEDブレーキランプを4灯式から「ステラ」は12灯式、「ステラカスタム」は20灯式に変更して後続車への視認性向上を図り、さらに、メーターの位置をセンターから運転席前に移動するなど、インパネを一新した。
2013年7月1日
ターボ車「カスタムRS」にスマートアシストを標準装備した「カスタムRS スマートアシスト」を追加（8月8日販売開始）。
2013年10月28日
一部改良。
「ステラ」に標準系タイプのターボ車「LS」およびスマートアシスト付の「LS スマートアシスト」を追加。なお、「LS」はフルモデルチェンジに伴う廃止以来、約2年5か月ぶりに復活した。併せて、全車に急ブレーキ時にハザードランプを点滅させて後続車に知らせるエマージェンシーストップシグナルを新たに標準装備した。
2014年5月22日
特別仕様車「G」・「GS」・「カスタムR type S」・「スマートアシストα」を発売。
「G」・「GS」は「L」・「LS」をベースに、サイドターンランプをクリア化し、ブラックインテリア（シート）を採用するとともに、メッキタイプのインナードアハンドルとスポイラー（サイドシル・ルーフ）を特別装備し、「G」はさらに、3眼ルミネセントメーター（アンバー、シルバーメーターリング付）、シルバーセンターパネル、キーレスアクセス&プッシュスタート、14インチアルミホイールを特別装備し、ブラックインテリアはシートだけでなく、インストルメントパネルにも採用した。「カスタムR type S」は「カスタムR」をベースに、ブラック塗装&切削光輝タイプの専用15インチアルミホイールを特別装備した。
「スマートアシストα」はスマートアシスト付グレード（「L スマートアシスト」・「L Limited スマートアシスト」・「LS スマートアシスト」・「カスタムR スマートアシスト」・「カスタムRS スマートアシスト」）をベースにスーパーUVカット&IRカットガラス（フロントドアガラス）とエアクリーンフィルター（花粉除去機能付）を特別装備。なお、前述の特別装備車3グレードにも、スマートアシスト、スーパーUVカット&IRカットガラス（フロントドアガラス）、エアクリーンフィルター（花粉除去機能付）を追加した「G スマートアシストα」・「GS スマートアシストα」・「カスタムR type S スマートアシストα」が設定される。
なお、これらの特別仕様車は同年5月8日に発売されたムーヴの特別仕様車に準じており、「G」・「GS」・「カスタムR type S」はムーヴの「L"VS"」・「Xターボ"VS"」・「カスタムX"VS"」に、「スマートアシストα」はムーヴの「スマートセレクションSA」にそれぞれ相当する。
2014年11月
生産終了。在庫対応分のみの販売となる。
2014年12月
3代目と入れ替わる形で販売終了。2代目の販売終了前月までの販売台数の累計は7万2903台。
2020年5月29日（参考）
SUBARU純正用品として「つくつく防止」を発売（ルクラ、RD型プレオ、RE型プレオプラスにも設定）。
OEM元であるムーヴの4代目モデル（L175S/L185S型）向けに2019年2月に発売されたペダル踏み間違い時加速抑制装置をRK型ステラにも同一仕様・同一名称で設定。「スマートアシスト」非装着車が対象だが、モデルによっては装着不可の場合がある。
- L（前期型）
- L（前期型・リア）
- L スマートアシストAWD
（後期型・リア）

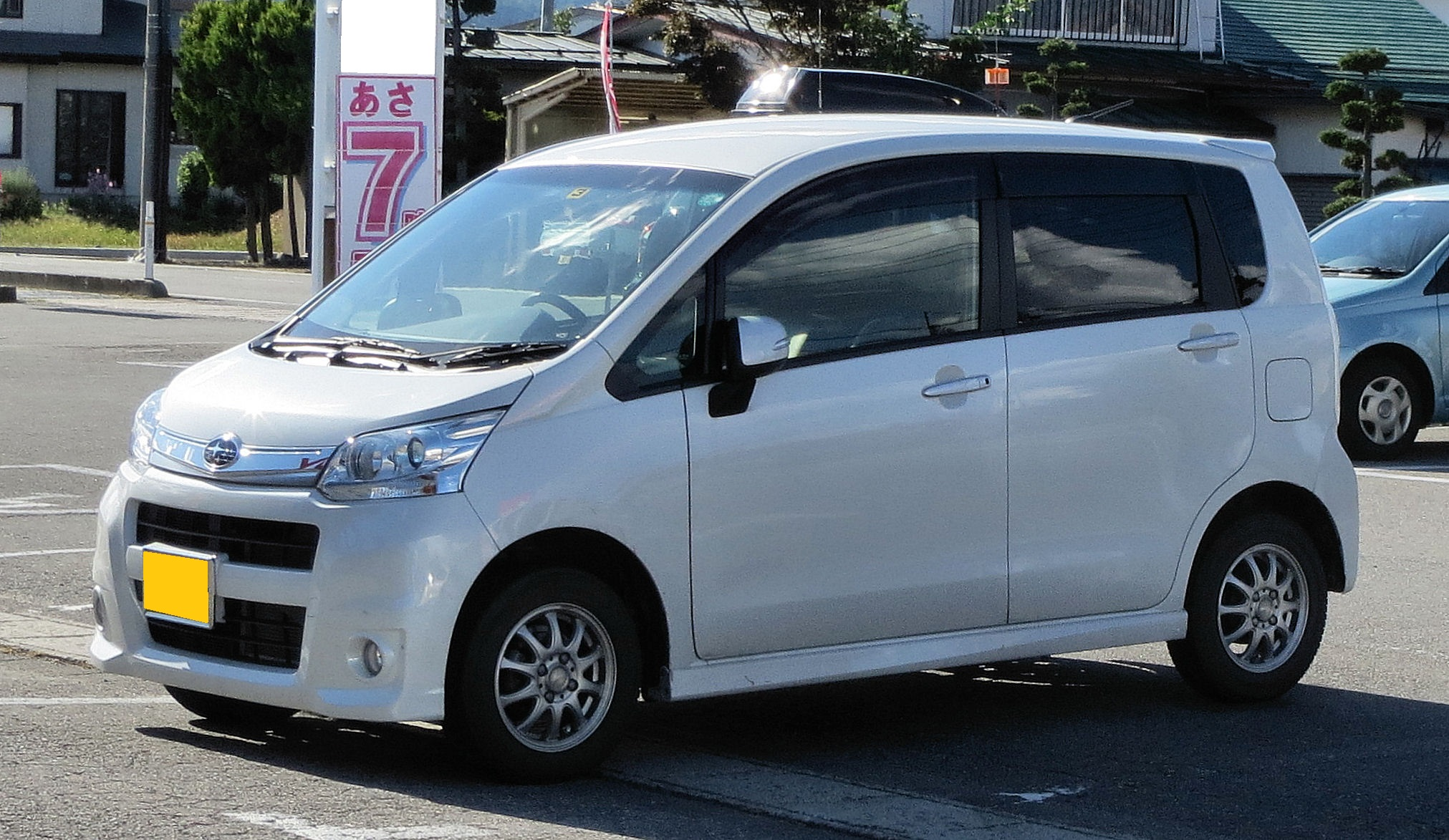
カスタム R (前期型)
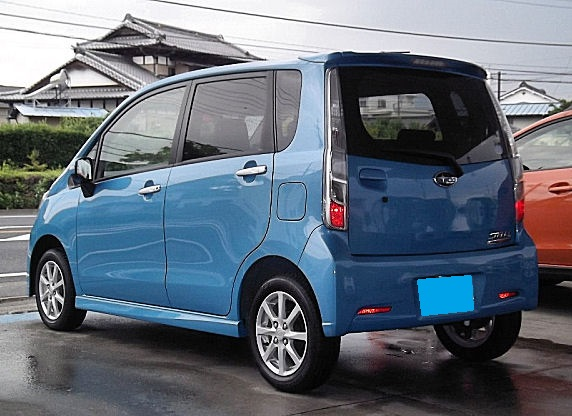
カスタム Rリミテッド (前期型・リヤ)
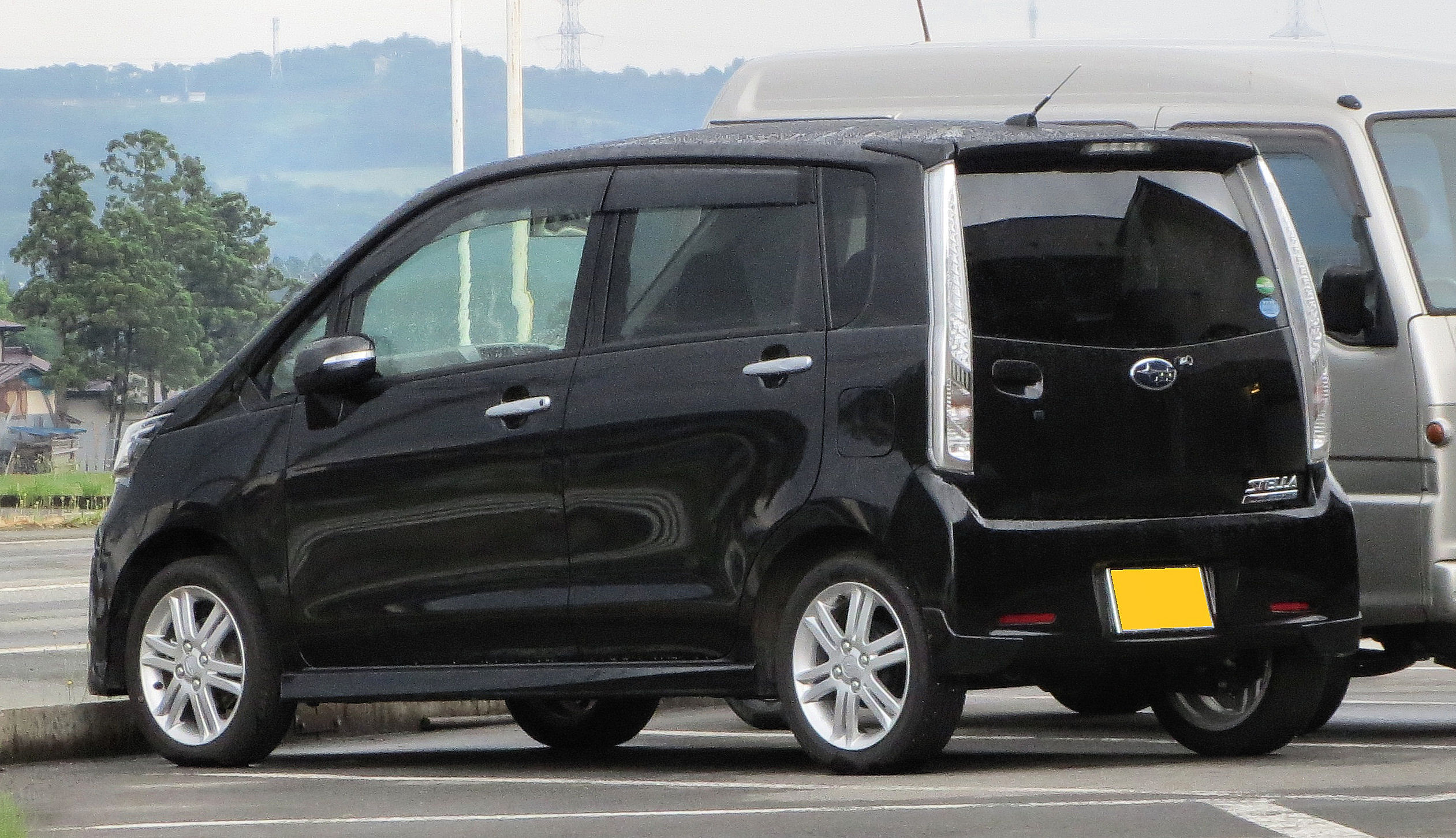
カスタムRS (後期型・リヤ)

- L (前期型・車内)
- カスタム Rリミテッド
(前期型・車内)

## 3代目 LA150/160系（2014年 - 2023年）

### ラインナップ
2代目に引き続いてムーヴをベースにOEM供給を受けるモデルで、ベース車であるムーヴの6代目へのフルモデルチェンジに合わせて3代目へフルモデルチェンジした。ノーマルタイプの「ステラ」とスポーティータイプの「ステラカスタム」の2タイプ構成は2代目（ひいては歴代ムーヴ）から踏襲される。
「ステラ」はリアコンビランプを縦型3本の導光線デザインに変更したほか、内装はダークグレー×ホワイト×グレージュの3トーンインテリアを採用しており、ブラック内装の「ブラックインテリアセレクション（ムーヴでの「ブラックインテリアパック」に相当）」をオプションで設定（本オプションを設定した場合、メッキインナードアハンドルが追加されるほか、「L/Lスマートアシスト」、「G/Gスマートアシスト」には本革巻きステアリングも追加される）。また、大型メーターにはタコメーターが追加された。
「ステラカスタム」はヘッドランプに加えてクリアランスランプやフォグランプもLED化され、専用仕様のリアスポイラーとリアゲートを採用。メーターは2眼メーターに軽自動車初となる4.2インチTFTカラー液晶のマルチインフォメーションディスプレイを搭載し、インパネガーニッシュはヘアライン調シルバーを採用した。
また、バックドアは2代目の横開き式から、初代と同じ跳ね上げ式に戻された。

### ムーヴとの相違点について

#### グレード体系
発売当初、グレード体系はステラは「L（ムーヴ「L」相当）」、「G（同「X」相当）」、「GS（同「Xターボ」相当）」の3グレード、ステラカスタムは「R（ムーヴカスタム「X」相当）」と「RS（同「RS」相当）」の計5グレードを基本としており、全グレードにスマートアシスト付グレードを設定する。ステラの「G」と「GS」は元々、2014年5月に発売された2代目の特別仕様車のグレード名として用いていたが、3代目では、「L Limited」・「LS」に替わるカタロググレードに昇格した。ムーヴカスタムに新設された「ハイパー」系グレードに関してはステラカスタムでは単独のグレード名としては設定されないが、ムーヴカスタム「ハイパー」系グレードの専用装備品をひとまとめにしたセットオプション「プレミアムセレクション」が代わりに設定される。
2016年6月の一部改良により、ステラの「GS（スマートアシスト付仕様を含む）」が廃止（ムーヴ「Xターボ」・「Xターボ"SA II"」は継続設定、2017年8月のマイナーチェンジにより、「Xターボ"SA III"」のみとなる）、ステラカスタムにエントリーグレードの「F（ムーヴカスタム「X"Special"」相当）」が追加され、ステラカスタムは3グレードとなった。
2017年8月のマイナーチェンジで、ステラの「G」、ステラカスタムの「F」・「R」・「RS」が廃止され、ステラは「L」・「L スマートアシスト（ムーヴ「L"SA III"」相当）」・「G スマートアシスト（同「X"SA III"」相当）」の3グレードに、ステラカスタムは「R スマートアシスト（ムーヴカスタム「X"Limited SA III"」相当）」と「RS スマートアシスト（同「RS"ハイパー SA III"」相当）」の2グレードの計5グレードとなった。
2020年8月の一部改良で、ステラの「L」、ステラカスタムの「RS スマートアシスト」が廃止されて3グレードに整理され、「スマートアシスト」非搭載グレードやターボ車が廃止された（OEM元のムーヴでは、「スマートアシスト」非搭載グレードやターボ車が引き続き設定されている）。

#### 装備内容
装備内容は2代目とは異なり、6代目ムーヴと基本的な装備内容を共通化した。これにより、ムーヴとステラの車両本体価格の価格差が無くなり、同一価格となった。
ただし、メーカーオプションの設定範囲がムーヴよりも絞られており、ムーヴでは設定できるメーカーオプションの一部装備がステラではグレードによりメーカーオプション設定を設けていない装備がある。

#### 外観・ボディカラー
外観は2代目・後期型同様、六連星のCIマークや車名エンブレムの変更に加えてステラ専用のデザインが与えられている。
2014年12月発売型では、ステラはフロントグリルをダークメタリック塗装とメッキ加飾を施した3本ラインデザインとなり、フロントバンパーはスバル車の特徴であるヘキサゴンモチーフを継承した造形を採用。ステラカスタムはフロントグリルをスモーク調のアクリルタイプとなり、フロントバンパーはヘキサゴンモチーフデザインの開口部を採用したデザインを2代目から踏襲し、フォグランプカバーもL字のメッキアクセントを採用した専用デザインとなった。
2017年8月のマイナーチェンジではステラカスタムにおいてデザインを変更。フロントグリルは直線基調の造形としたダークメッキ仕様に、また、フロントバンパーを新デザインに変更したほかヘッドランプは多灯式LED（ハイ&ロービーム）となった。また、「カスタムRS スマートアシスト」では、LEDライナーを装備し、15インチアルミホイールのデザインを変更した。
ボディカラーは2代目同様、ムーヴ専用色の「ホワイト」がステラでは設定されない違いがあるものの、これ以外のカラーは発売当初はムーヴと共通化された。また、ムーヴで新設定となった2トーンカラーはステラでも同一のカラーバリエーション（ステラは2色、ステラカスタムは5色）で設定可能であったが、2016年6月の一部改良により、ステラカスタム専用（「カスタムF」を除く）設定となった。

### 年表
2014年12月12日
（OEM元の）ムーヴのフルモデルチェンジに併せる形でフルモデルチェンジを行い、同日より販売開始。キャッチフレーズは「Next Quality Small」。
2015年5月20日
一部改良。
「L スマートアシスト」、「G スマートアシスト」、「GS スマートアシスト」、「カスタムR スマートアシスト」、「カスタムRS スマートアシスト」において、既に標準装備されている「スマートアシスト」に単眼カメラを追加したことにより、衝突警報機能（対車両）の作動速度域を約4km/h～30km/hから約4km/h～約100km/h（速度差約60km/h以内）に、衝突回避支援ブレーキ機能の作動速度域を約4km/h～約30km/hから約4km/h～50km/hにそれぞれ性能向上するとともに、衝突警報機能（対歩行者）と車線逸脱警報機能を追加した「スマートアシストII」として機能向上した。
2016年6月21日
一部改良。
新グレードとして、カスタム専用意匠やLEDヘッドランプなどは装備しつつ、14インチフルホイールキャップ、2眼ルミネセントメーター（メッキリング無し）、マルチインフォメーションディスプレイといった一部の装備をシンプル化した「カスタムF」を追加する一方、ステラの「GS」と「GS スマートアシスト」を廃止。また、ステラカスタムにメーカーオプション設定されている「プレミアムセレクション」は加飾パネルやシートステッチのカラーを変更し、設定可能グレードを「カスタムR スマートアシスト」と「カスタムRS スマートアシスト」の2グレードのみに縮小。ステラにメーカーオプション設定されている「ブラックインテリアセレクション」はインパネ下部やインナーリモートまわりのカラーリングを変更した。
2017年3月
仕様変更。「シルキーグリーン・パール（有料色）」、「トニコオレンジ・メタリック（カスタム専用、2トーンカラーも含む）」を廃止。なお、ムーヴも同様である。タントは2016年11月の一部改良時に当該2色が廃止されている。（そのため、2016年12月に登場した、シフォンでは当初から設定されていない）
2017年8月1日
マイナーチェンジ。
カスタムの外観デザインを変更したほか、内装はオーディオパネルを小型化し（純正8インチハイエンドメモリーナビ装着時を除く）、分割可倒式リクライニングシートにカーゴルーム側スライドレバーを追加。「L」系グレードを除く全グレードにはピアノブラック調のエアコンベントグリルガーニッシュを装備した。カスタムはインパネとドアトリム加飾を変更（「R スマートアシスト」はグロッシーブラックグロス、「RS スマートアシスト」はディープマルーン）し、「RS スマートアシスト」はピアノブラック調のドアアームレストも装備した。ボディカラーはカスタム専用色の「レーザーブルークリスタルシャイン（有料色、ジャスティ設定色）」を追加し、カスタム専用の2トーンカラーにも「ブラック/レーザーブルークリスタルシャイン（有料色）」を追加した。
装備面では既採用の「スマートアシストII」をステレオカメラ方式に変更し、対歩行者衝突回避支援ブレーキ機能とハイビームアシストを追加した「スマートアシストIII」に置換し、カスタムには「パノラミックビューモニター」をオプション設定した（別途、ディーラーオプションの純正ナビゲーションの装着が必要）。前述のとおりグレード体系が整理されたことで、「スマートアシストIII」未装着グレードが「L」のみとなり、カスタムは「スマートアシストIII」が全車標準装備となった。
2018年12月
仕様変更。ステラは「コットンアイボリー」が廃止されたほか、「ライトローズ・マイカメタリックII」は「ライトローズ・マイカメタリック」に、「シルキーブルー・パール（有料色）」は「スカイブルー・メタリック」にそれぞれ変更。カスタムは「メテオライトグレーイリュージョナル・パール（有料色）」、「ナイトシャドーパープルクリスタル・メタリック（有料色）」が廃止され、ステラは8色、カスタムはモノトーンが6色、2トーンカラーが5パターンの設定とした。
2020年2月
仕様変更。「ディープブルークリスタル・マイカ（有料色）」が廃止され、従来はカスタム専用色だった「レーザーブルークリスタルシャイン（有料色）」をステラにも設定を拡大。カスタムには専用色として「スプラッシュブルー・メタリック」が設定され、2トーンカラー（有料色）の「ブラック/ディープブルークリスタル・マイカ」は「ブラック/スプラッシュブルー・メタリック」に変更された。
2020年8月27日
一部改良。
前述したグレードの整理に伴って「スマートアシストIII」は全車標準装備となり、NA車のみのラインナップとなる。ボディカラーは「パールホワイトIII（有料色）」は「シャイニングホワイト・パール（有料色）」に変更（カスタムに設定の2トーンカラーも同様に「ブラック/パールホワイトIII」から「ブラック/シャイニングホワイト・パール」に変更）となり、ステラに新色の「ダークエメラルドマイカ」を追加したことで、9色に拡大した（ただし、ムーヴカスタムに追加された「コンパーノレッド」及び2トーン「ブラックマイカ×コンパーノレッド」はステラカスタムでは未設定となる）。
なお、今回の一部改良により、WLTCモードによる燃料消費率（JC08モードによる数値も併記）並びに排出ガスに対応し、「平成30年排出ガス基準50%低減レベル（☆☆☆☆）」認定を取得したものの、JC08モードでの燃料消費率が低下したため、駆動方式を問わず2020年度燃費基準達成となった。
2021年9月9日
一部改良を発表。
オートライト機能が全車に標準装備された。
2023年6月29日
OEM元の6代目ムーヴと共に生産終了（6代目ムーヴは同年7月24日販売終了）。以後は流通在庫のみの対応となり、在庫がなくなり次第、販売終了となる。本来は同年7月3日にOEM元のムーヴに併せる形で4代目へのフルモデルチェンジ（OEM元のムーヴは7代目へのフルモデルチェンジ）が予定されていたが、同年4月以降、ダイハツが生産（製造）する一部車種（例：2代目ロッキーとそのOEMのトヨタ・ライズの各種e-SMART HYBRID仕様車、およびトヨタやプロドゥア向けを含む新興国で現地生産される一部車種）にて認証手続きに不正があることが発覚した影響で不正の全容解明と再発防止策の実施が済むまでフルモデルチェンジの発表が無期延期されていたことを理由にステラのラインナップは3代目（OEM元のムーヴは6代目）の生産終了・販売終了を以て一旦途切れることとなった。
2023年12月20日（補足）
ダイハツの第三者委員会による調査の結果、エアバッグに関する試験において、量産品と同じ「エアバッグ展開コンピューター（ECU）」が使われていなかったという不正が判明したため、当車種も不正車種の対象となった。

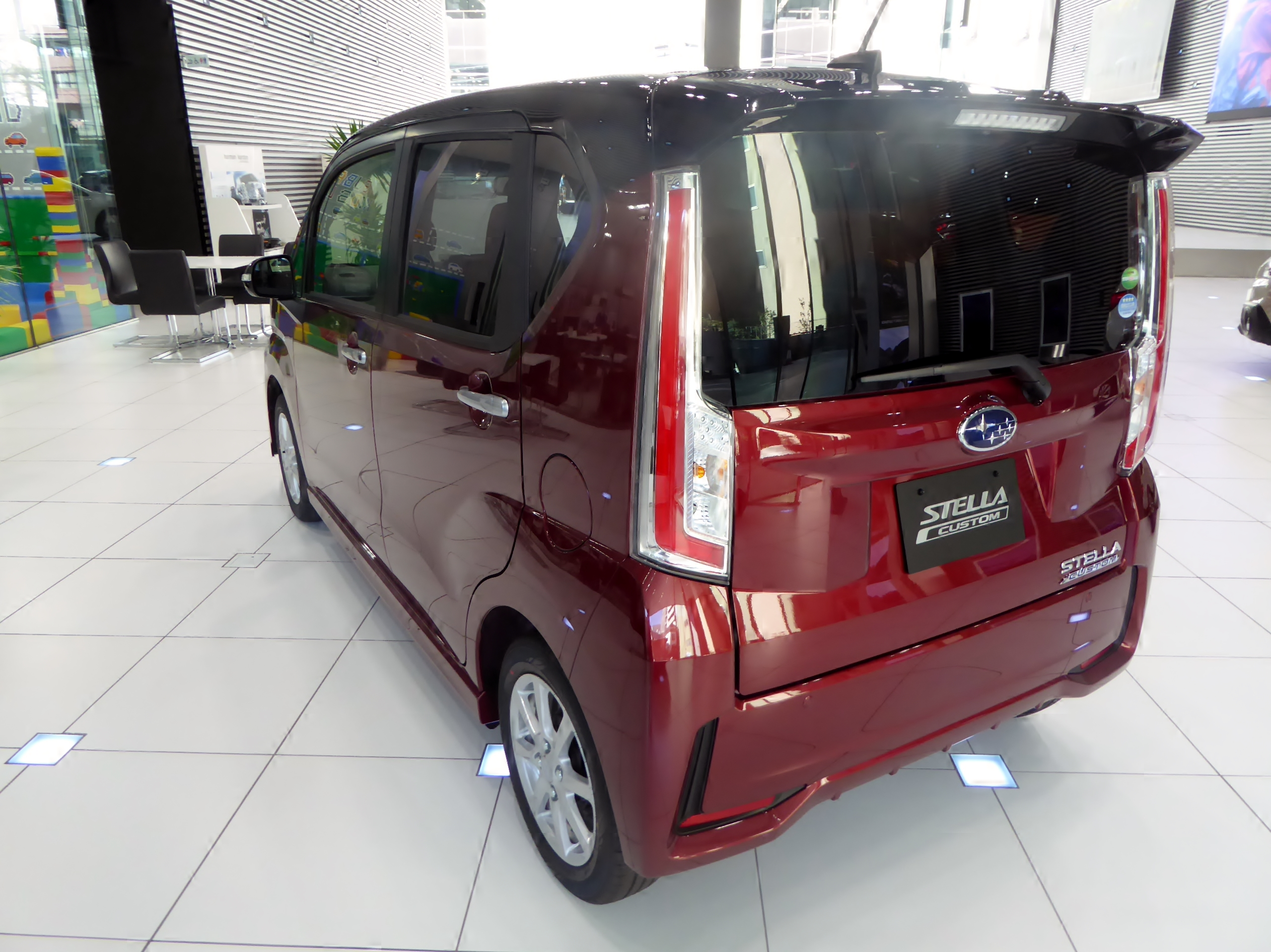
2014年12月発売型 カスタムR スマートアシスト リア

## 4代目 LA850/860系（2025年 - ）

### ラインナップ
3代目に引き続いてムーヴをベースにOEM供給を受けるモデルで、ベース車であるムーヴの7代目へのフルモデルチェンジに合わせて4代目へフルモデルチェンジした。ベース車でのムーヴカスタム廃止に伴い、自社生産時代から3代目まで継続されていたステラカスタムが廃止された。
ベース車のムーヴ同様、歴代のステラで初めてリアのドアがスライド式となり、フューエルリッドはオープナーレバーの操作なしでワンプッシュで開閉可能なドアロック連動式となったほか、一部のグレードはパーキングブレーキが電動化され、ブレーキホールド機能も装備された。

### ムーヴとの相違点について

#### グレード体系
グレード体系は「スマートアシスト」の標準化に伴って「L スマートアシスト」は2020年8月以来となる「L（ムーヴ「L」相当）」に、「G スマートアシスト」は2017年8月以来となる「G（同「X」相当）」にそれぞれ戻り、新たにNA車の上級グレードとして「Z（同「G」相当）」を追加し、2020年8月の一部改良で廃止されていたターボ車が「ZS（同「RS」相当）」として復活した。

#### 装備内容
装備内容は「L」はムーヴ「L」と装備内容・価格は同一となっているが、「G」・「ZS」はムーヴ「X」・「RS」ではパックオプションの「コンフォータブルパック」での設定となる360°スーパーUV&IRカットガラス（フロントクォーター/フロントドア/リアドア/リアクォーター/リアゲート）と運転席&助手席シートヒーターを、「Z」はこれらに加えてムーブ「G」ではメーカーオプション設定となる右側（運転席側）パワースライドドア（ワンタッチオープン機能/タッチ&ゴーロック機能付）とスライドドアイージークローザーも標準装備されており、その分価格が上乗せされている。

#### 外観・ボディカラー
外観は2代目・3代目とは異なり、六連星のCIマークや車名エンブレムの変更のみとなった。
ボディカラーはコンパーノレッド（メーカーオプション）が設定されない点以外はムーヴと共通で、2代目・3代目では設定されていなかったホワイトはホワイトIIIとして新設定された。
グレードによって設定可能なカラーが異なるのはムーヴと同じで、「L」はホワイトIIIを含めたモノトーン4色のみ。「G」はクロムグレーメタリックを除くモノトーン8色。「Z」・「ZS」はホワイトIIIとブライトシルバーメタリックを除くモノトーン7色と2トーン（メーカーオプション）3色の全10色がそれぞれ設定される。

### 年表
2025年6月12日
（OEM元の）ムーヴのフルモデルチェンジに併せる形でフルモデルチェンジを発表。

## 車名の由来
ステラはイタリア語で「星」の意味。
リベスタは「RE」+「VESTA」の造語。「VESTA」は、太陽系の火星と木星の間にある小惑星の一つであり、他の小惑星に比較して格段に明るいため、古代ローマの炉の女神ウェスタにちなんで名付けられた（詳細は「ベスタ (小惑星)」を参照）。「明るく輝くベース車がカスタマイズによってあらためて輝きを増しているという意を込められている。